# Wingspan: Hits and History
Albums de Paul McCartney
Liverpool Sound Collage
(2000) Driving Rain
(2001)
Albums par Wings
All the Best!
(1987)
Wingspan: Hits and History est une compilation de chansons des Wings et de Paul McCartney enregistrées entre 1969 et 1984. Parue en 2001, elle s'inscrit au sein d'un projet plus large qui comprend également un film documentaire sur l'histoire du groupe et de la relation entre McCartney et son épouse Linda.
L'album est divisé en deux disques. Le premier, Hits, contient les titres qui ont eu un grand succès dans les charts. Le second, History, présente pour sa part des titres moins connus pour lesquels l'artiste a une affection particulière.
L'album est bien reçu par la critique, et les ventes sont très bonnes : l'album se classe en cinquième place au Royaume-Uni (où il est disque d'or) et à la deuxième de l'autre côté de l'Atlantique (où il est double disque de platine).

## Liste des chansons

### Disque 1:Hits
1. Listen to What the Man Said – 3:55
2. Band on the Run – 5:13
3. Another Day – 3:41
4. Live And Let Die – 3:11
5. Jet – 4:08
6. My Love – 4:08
7. Silly Love Songs – 5:54
8. Pipes of Peace – 3:25
9. C Moon – 4:33
10. Hi, Hi, Hi - 3:08
11. Let 'Em In – 5:10
12. Goodnight Tonight - 4:20
13. Junior's Farm - 3:03
14. Mull of Kintyre – 4:44
15. Uncle Albert/Admiral Halsey - 4:49
16. With a Little Luck - 3:13
17. Coming Up – 3:49
18. No More Lonely Nights – 4:47

### Disque 2:History
1. Let Me Roll It - 4:50
2. The Lovely Linda - 0:44
3. Daytime Nighttime Suffering - 3:22
4. Maybe I'm Amazed - 3:51
5. Helen Wheels - 3:44
6. Bluebird - 3:24
7. Heart of the Country - 2:23
8. Every Night - 2:33
9. Take It Away - 4:03
10. Junk - 1:55
11. Man We Was Lonely - 2:58
12. Venus and Mars/Rock Show - 3:44
13. The Back Seat of My Car - 4:28
14. Rockestra Theme - 2:36
15. Girlfriend - 4:42
16. Waterfalls - 3:22
17. Tomorrow - 3:25
18. Too Many People - 4:10
19. Call Me Back Again - 4:59
20. Tug of War - 4:03
21. Bip Bop/Hey Diddle - 3:34
22. No More Lonely Nights (Playout Version) - 3:55